# Peperomia galeottii
Peperomia galeottii är en pepparväxtart som beskrevs av Friedrich Anton Wilhelm Miquel. Peperomia galeottii ingår i släktet peperomior, och familjen pepparväxter. Inga underarter finns listade i Catalogue of Life.